# Głośnik radiowęzłowy

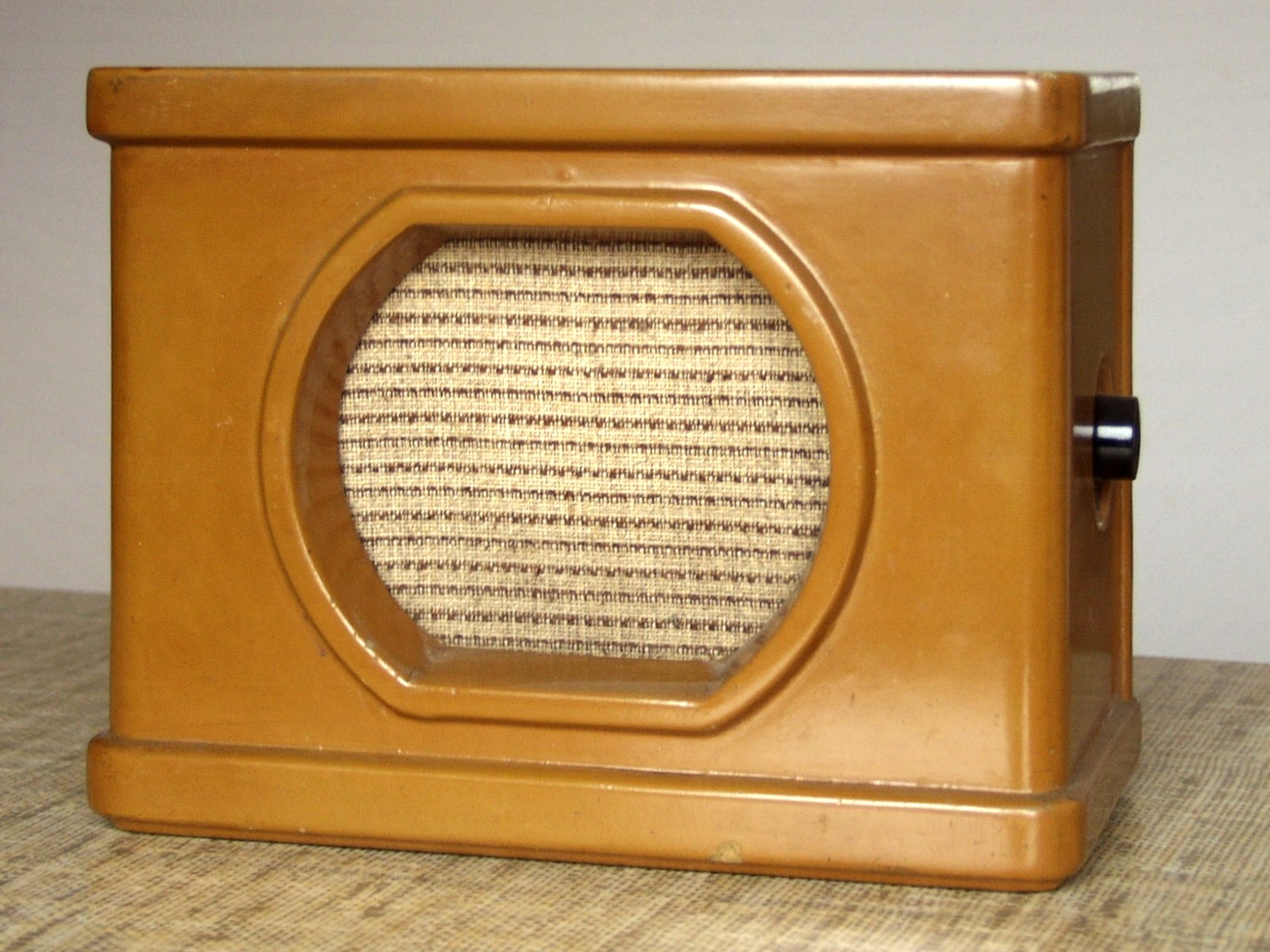
Głośnik z Gostynia

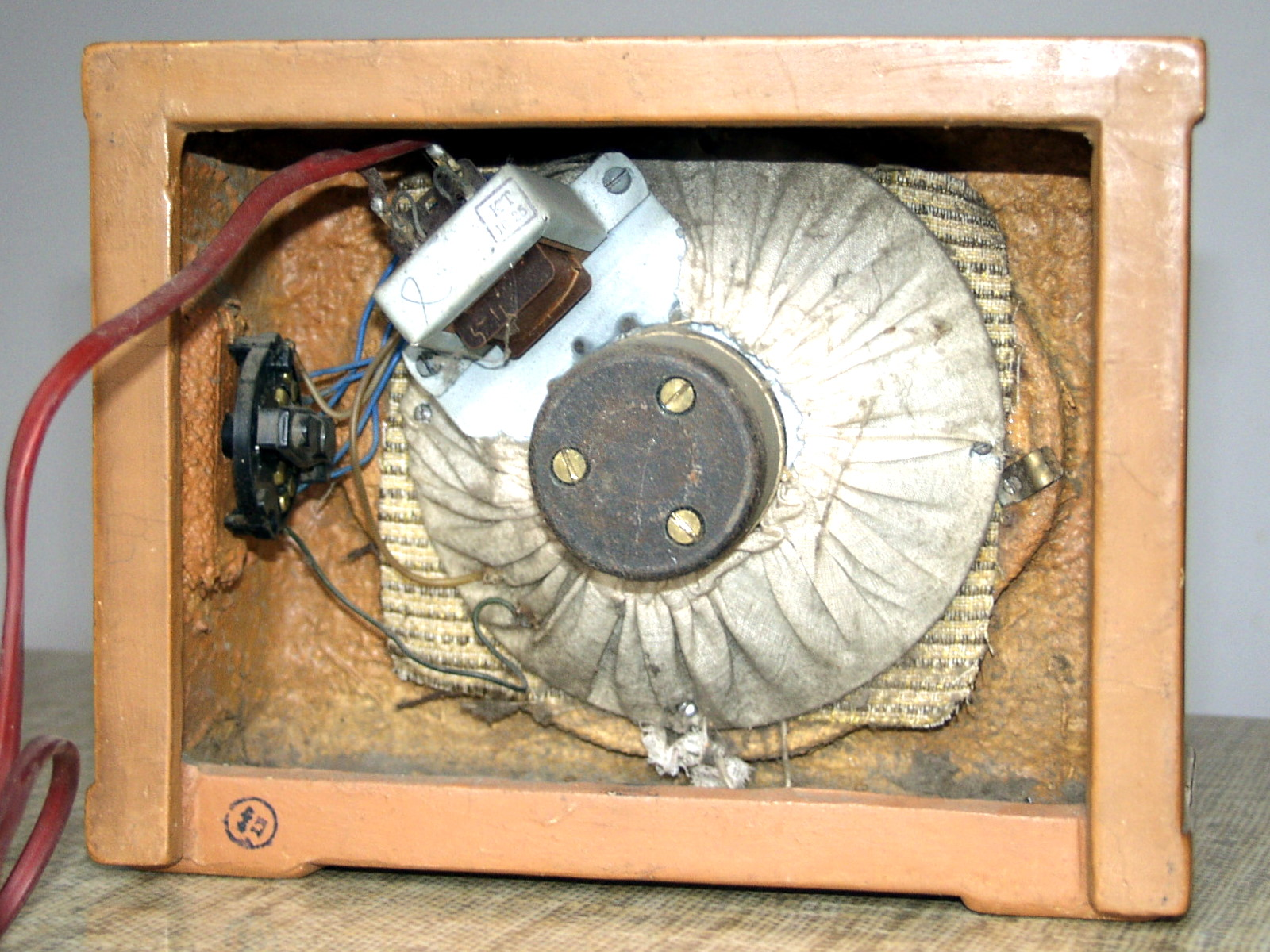
Wnętrze: głośnik i transformator

Głośnik radiowęzłowy – głośnik z regulatorem natężenia dźwięku, zamknięty w obudowie, wyposażony w przewód połączeniowy ze specjalną wtyczką. Służył do słuchania audycji radiowych rozpowszechnianych za pomocą radiofonii przewodowej. Przez użytkowników często nazywany kołchoźnikiem (od kołchoz).
Po zakończeniu II wojny światowej rozpoczęto w Polsce radiofonizację kraju z zastosowaniem radiofonii przewodowej. Produkcję potrzebnych w tym celu głośników uruchomiono już w pierwszej połowie 1945 roku a największym producentem była Fabryka Głośników i Megafonów we Wrześni, w późniejszych latach oznaczona kryptonimem T-10. Obudowy produkowane były ze sklejki, z masy papierowo-drzewnej a nawet z gipsu, wzmocnionego papierem i płótnem. W latach 50. XX wieku do grona producentów dołączyła Wytwórnia Figur Wystawowych z Gostynia.
Wewnątrz skrzynki oprócz samego głośnika umieszczany był zawsze transformator. W celu zminimalizowania spadków napięć na przewodach doprowadzających sygnał z radiowęzła, stosowano podwyższone napięcie (dla takiej samej mocy pobieranej płynął mniejszy prąd). Transformator obniżał to napięcie do poziomu wymaganego przez głośnik. Dodatkowo z uzwojenia wtórnego transformatora wyprowadzone było kilka odczepów, przylutowanych do przełącznika, który służył do regulacji głośności. Pierwotne uzwojenie transformatora wyprowadzone było na zewnątrz przy pomocy krótkiego, elastycznego przewodu, zakończonego specjalną wtyczką radiowęzłową, pasującą tylko do gniazda radiowęzłowego.